# Autobus sur rails
Ne doit pas être confondu avec Autobus rail-route.

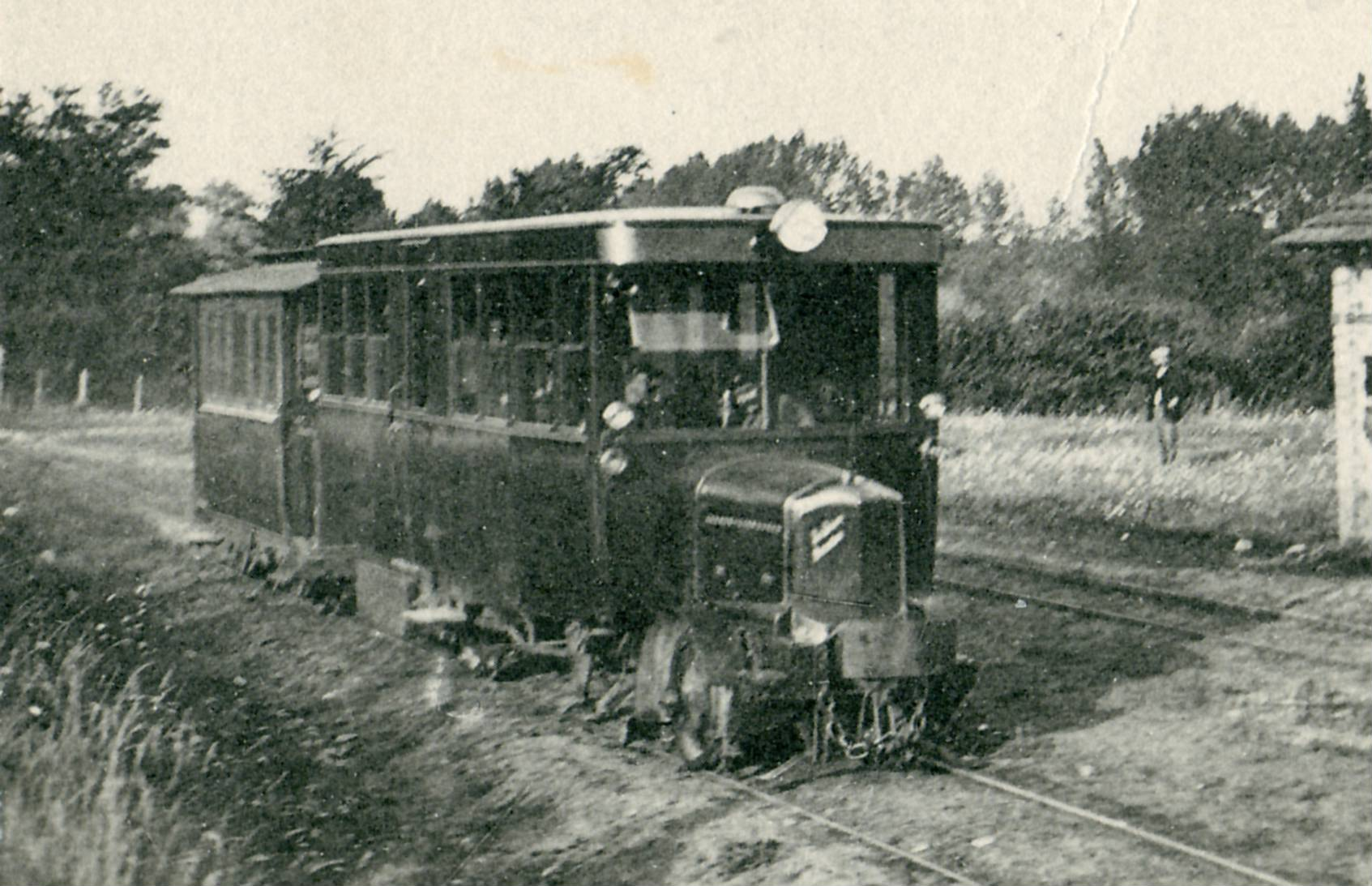
Un autocar sur rails De Dion-Bouton type JM aux Tramways de la Sarthe 1926.

Un autobus sur rails ou autocar sur rails est un autobus ou autocar adapté à la voie ferrée, sorte d'autorail léger, avec essieux ou boggie, dérivé d'un châssis  d'autocar. 

## Histoire

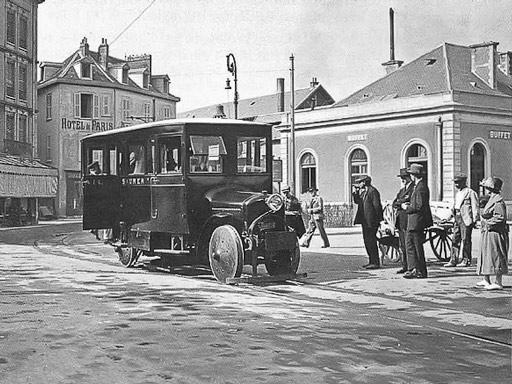
Autorail de marque Saurer au Bourg-d’Oisans (1920).

Les premiers autobus sur rail apparurent avant la Première Guerre mondiale,. Originellement réalisés en remplaçant les pneus d'un autobus par des roues d'acier adaptées au chemin de fer, ils rencontrent vite des limites en matière de sécurité. Pendant l'entre-deux-guerres, sur les lignes ferroviaires locales, des petites motrices diesel disposant d'un ou deux essieux entraînés sont mises en service.
Dans les années 1950, alors que le développement de l'automobile menace les lignes ferroviaires locales, les bus sur rail permettent une desserte à faible coût de production. Les série VT98 allemands ou série 810 tchécoslovaques en sont des exemples.
Un des premiers constructeurs d'autocars sur rails en France est la firme De Dion–Bouton.
Après la Première Guerre mondiale, les Ateliers Verney du Mans adaptent à la voie ferrée des autocars Verney LP, dont certains, équipés de gazogènes, circuleront pendant la guerre.
Après la Seconde Guerre mondiale, les très importants dégâts qu'elle a causés nécessitent pour la SNCF de mettre en service  rapidement des autorails légers, en adaptant au réseau ferroviaire un modèle d’autocar routier. L'autocar Floirat type GA 1B6 à moteur diesel de 105 chevaux apparaît alors comme un choix convenant parfaitement à cette adaptation.
Cela entraine la mise à l'essai de deux prototypes XFL 8001 et 2 en novembre 1946, entre Senlis et Crépy en Valois. Les résultats étant satisfaisants, la SNCF passe commande de 8 exemplaires qui seront livrés en 1948 et 1949, et mis en service sur la région Sud-Ouest sous les immatriculations X 5701 à 5708.

## Par pays

### Allemagne

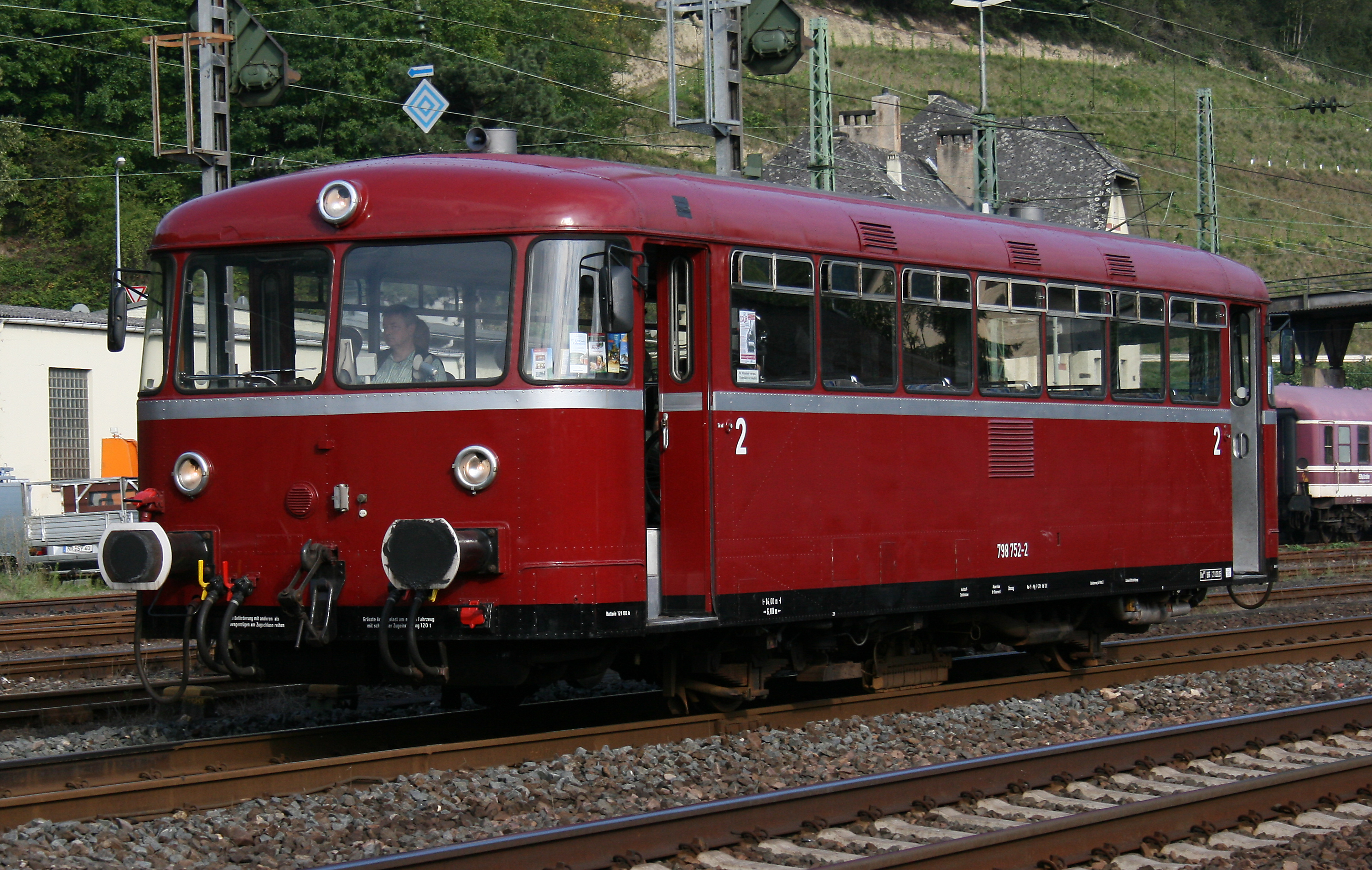
Schienenbus de Deutsche Bundesbahn.

Schienenbus (« Bus sur rails ») est le nom de divers types d’autorail en Allemagne :
- Type Hannover de Waggonfabrik Wismar construite dans les années 1930
- Uerdinger Schienenbus (séries VT 95, VT 97 et VT 98) de Deutsche Bundesbahn
- MAN-Schienenbus utilisé par des lignes non gouvernementales en RFA
- VT 2.09 de Deutsche Reichsbahn (RDA)

### Argentine

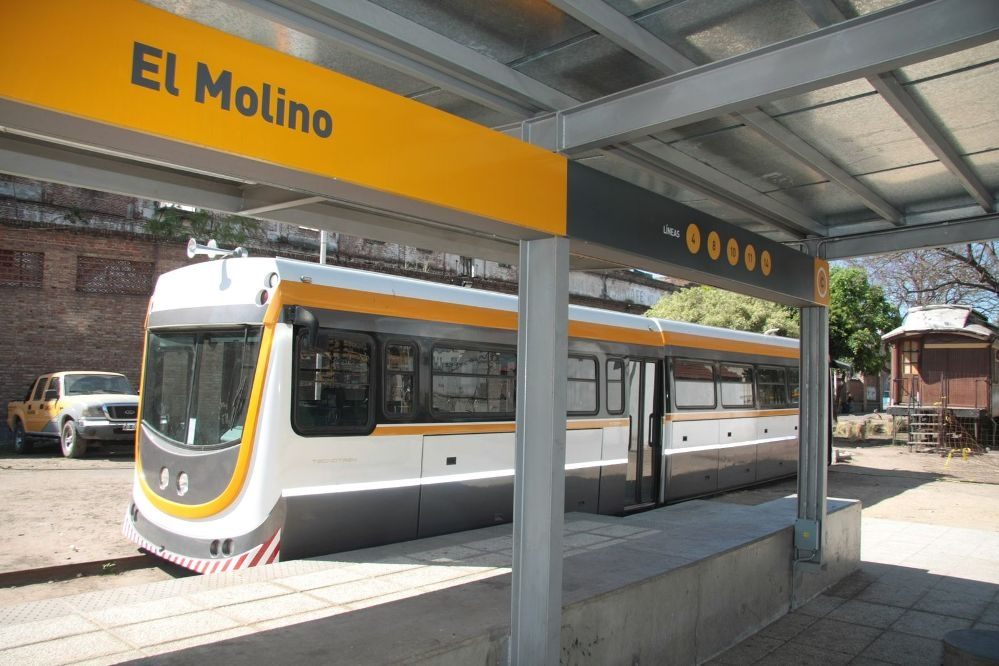
Photographie d'un train urbain de Santa Fe.

Le TecnoTren est un type de ferrobus desservant de petits villages.

### France

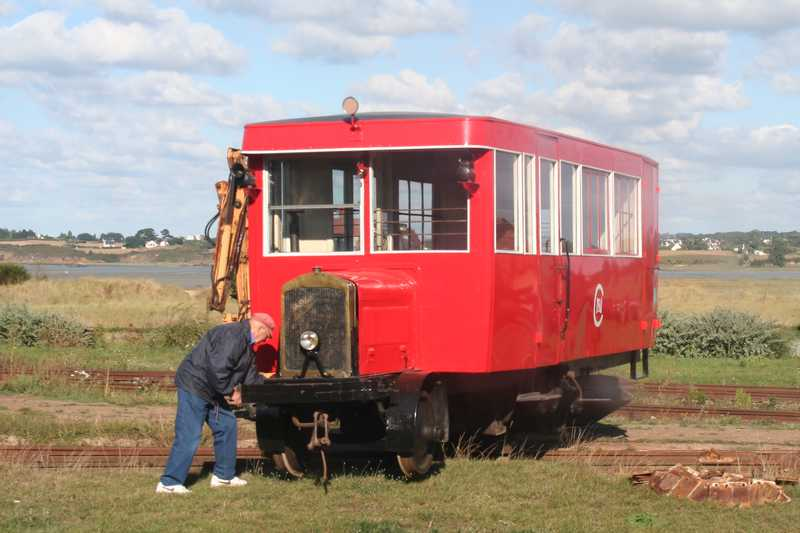
Autorail De Dion-Bouton type JM4 de l'AMTUIR ex Chemins de fer des Côtes-du-Nord en cours de tournage : ce matériel n'avait pas besoin d'un plaque tournante pour changer de sens à son terminus, car il était équipé d'un pivot permettant à son équipe de conduite de lui faire faire un demi-tour en pleine voie.

Les premiers autocars sur rails ont été conçus avant la Première Guerre mondiale à partir de véhicules routiers, afin d'assurer une exploitation plus rapide et plus économique que les rames tractées par des locomotives à vapeur. Ils ont constitué une réponse à l'augmentation des coûts d'exploitation des lignes secondaires durant l'entre deux guerres. De Dion-Bouton a été le principal constructeur d'autocars sur rails. 

### Royaume-Uni

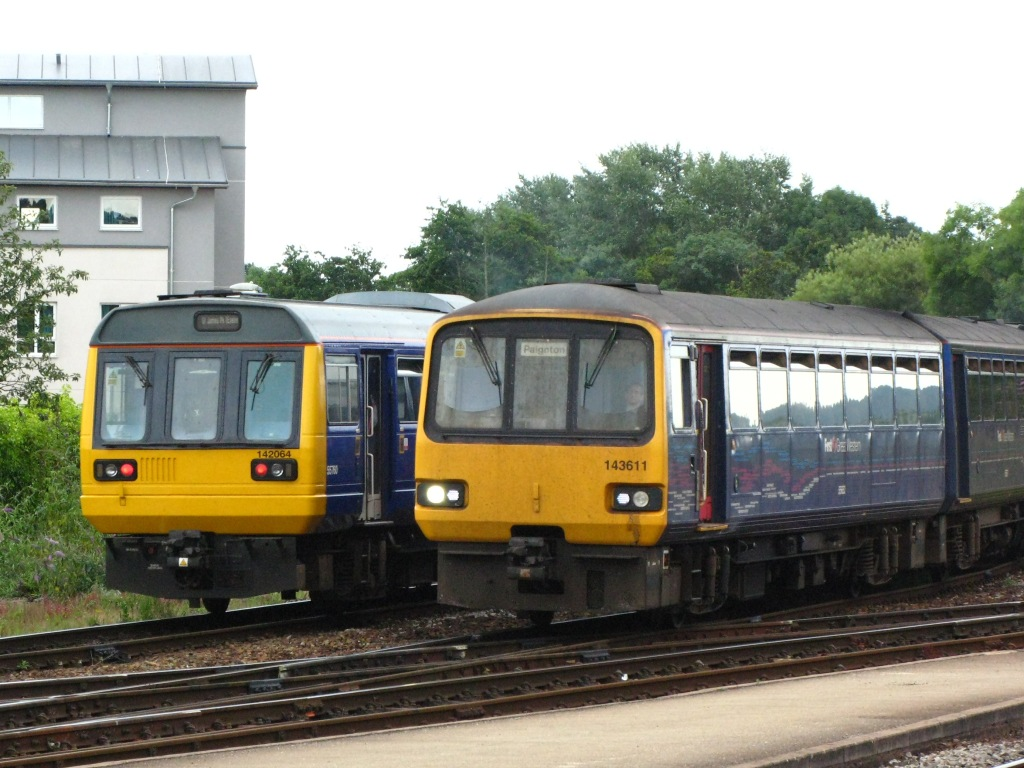
Deux motrices Pacer des classes 142 et 143 à Exeter.

Les motrices des classes 140, 141, 142, 143 et 144 construites entre 1980 et 1987 et connues sous le nom Pacer sont basées sur des autobus des marques Leyland National et Walter Alexander.